# Erwin Barth von Wehrenalp
Erwin Barth von Wehrenalp (* 25. September 1911 in Dresden; † 21. April 1996 in Paris) war ein österreichischer Publizist und Verleger.

## Leben
Erwin Barth von Wehrenalp war ein Sohn des Arztes Burkhard Barth von Wehrenalp, der Präsident des Österreichischen Alpenvereins war, und dessen Ehefrau Elisabeth Barth von Wehrenalp, geborene Schaale. Erwin von Wehrenalp wuchs in Wien auf, wo er ein Gymnasium besuchte. Als 16-Jähriger war er Herausgeber der Zeitschrift der neuen Jugend. Von 1930 bis 1932 war er Lektor und als Dramaturg am Wiener Deutschen Volkstheater tätig, anschließend von 1932 bis 1933 Dramaturg am Berliner Deutschen Volkstheater. Dann erhielt er Berufsverbot.
In der Zeit des Nationalsozialismus arbeitete er von 1935 bis 1945 in Berlin für die Wirtschaftsgruppe Chemische Industrie. 1934 wurde eines seiner Hörspiele vom Reichsrundfunk angenommen und honoriert. Er arbeitete als freier Mitarbeiter für Zeitschriften und Zeitungen, war Mitarbeiter im nationalsozialistischen Kampfblatt Der Angriff und seine Schriften wurden in nationalsozialistischen Organen lobend rezensiert. 1937 war seine Ernennung zum Hauptschriftleiter des Nordland-Verlags der SS vorgesehen.
Nach dem Zweiten Weltkrieg war Barth von Wehrenalp von 1949 bis 1981 ein Mitherausgeber der Zeitschrift Chemische Industrie (mit Siegfried Balke) und Verlagsleiter der Zeitschriften Das Atom und Die Absatzwirtschaft.
Am 25. November 1950 gründete Erwin Barth von Wehrenalp im Pressehaus am Düsseldorfer Martin-Luther-Platz den Econ Verlag. Von 1950 bis 1982 war er Inhaber und Geschäftsführer der Econ-Verlag GmbH (Düsseldorf und Wien) sowie in Düsseldorf des Classen- und des Marion-von-Schröder-Verlags. Er war danach noch Vorsitzender im Beirat der Econ-Verlagsgruppe. Durch seinen Erfolg gilt der Verleger als Erfinder des deutschen Sachbuches. Nach dem Verkauf seiner Verlagsanteile im Jahr 1981 kehrte Barth von Wehrenalp nach Österreich zurück und lebte in Salzburg-Aigen. Er war Rotarier.
Erwin Barth von Wehrenalp war evangelisch, ab 1949 verheiratet mit Thea Barth von Wehrenalp, geborene Hohmann, und hatte zwei Kinder (Renate und Uwe). Seine Grabstätte befindet sich auf dem Père-Lachaise in Paris.

## Ehrungen
- Ehrenkreuz für Wissenschaft und Kunst I. Klasse der Republik Österreich
- Großes Bundesverdienstkreuz
- 1982: Siegfried-Hartmann-Medaille in Gold der Technisch-Literarischen Gesellschaft (TELI)

## Veröffentlichungen

### Autor
- Krieg gegen Bazillen und Menschen. Zur Geschichte der Rotlauf-Impfung. Deutsche Verlagsgesellschaft, Berlin ca. 1930
- Deutschland greift über den Aequator. Ein Buch von Deutschlands Kolonien. Einst und Jetzt. Etthofen, Berlin 1933
- Farbe aus Kohle. Eine Großtat der Chemie dargestellt in einem Tatsachenbericht (= Kosmos-Bändchen). Franckh, Stuttgart 1937.
- Lebensfragen. 1937.
- Europa blickt nach Afrika. 1939.
- Die deutsche Wirtschaft im Aufbau Afrikas. In: Kolonien. Großdeutschlands Anspruch. Das deutsche koloniale Jahrbuch 1939. Wilhelm Süßerott Verlag, Berlin-Wilmersdorf 1939.
- Der Niedergang der französischen Naturwissenschaften. Das Beispiel der Chemie.  Schriften des Deutschen Instituts für Außenpolitische Forschung Heft 62. Junker & Dünnhaupt, Berlin 1940
- Auf den Spuren des Secret Service. Nibelungen, Berlin/Leipzig 1940
- Man sollte es nicht für möglich halten. Unglaubliches aus der Weltgeschichte. Gemeinsam mit Ulrich Dopatka. Econ, Düsseldorf 1988, ISBN 3-430-19545-4

### Herausgeber
- Zeitschrift der neuen Jugend. Wien 1927–1928.
- Europa blickt nach Afrika. Lühe, Leipzig 1939.
- Deutsche in Übersee. Lühe, Leipzig 1939.
- Jahrhundert der Kunststoffe in Wort und Bild. Econ, Düsseldorf 1952.

### Mitarbeit
- Claus Ungewitter (Hrsg.): Verwertung des Wertlosen. Limpert, Berlin 1938
- Claus Ungewitter (Hrsg.): Chemie in Deutschland. Rückblick und Ausblick. Junker & Dünnhaupt, Berlin 1938